# Самбірський державний педагогічний коледж
Самбірський педагогічний коледж імені Івана Филипчака — заклад вищої освіти І-ІІ рівня акредитації.

## Історія
У 1939 — 1940 н. р. була відкрита педагогічна школа, яку розмістили у приміщенні польської жіночої гімназії імені М. Конопніцької. Про це свідчить Постанова Дрогобицької обласної Ради депутатів трудящих і бюро обкому КП(б)У № 157 (на основі Постанови Ради народних Комісарів УРСР № 1021) від жовтня 1939 р. У жовтні 1939 р. набрано 60 студентів. У 1939 — 1940 н. р. в педшколі навчалося 120 учнів, у 1940 — 1941 н. р. — 180.
Восени 1944 р. територію Галичини звільнили від фашистських загарбників. З метою поліпшення роботи педагогічних закладів, вказується у Постанові РНК УРСР № 1554 від 3 листопада 1944 р., педагогічна школа перейменована у педагогічне училище. До 21 травня 1959 р. педучилище підпорядковувалося Дрогобицькому відділу народної освіти, а з 21 травня 1959 р. до сьогодні — Головному управлінню освіти і науки Львівської облдержадміністрації. Педагогічне училище готувало вчителів початкових класів. Навчання тривало 4 роки. У 1947 — 1948 рр. навчальне приміщення, двоповерховий будинок, складалося з 11 кімнат, а з 1956 — 1957 рр. — із 15 класних кімнат, 6 кабінетів, бібліотеки, майстерні, 5 обслуговуючих кімнат і маленької спортивної зали. Навчальні заняття відбувалися в одну зміну. При училищі був гуртожиток, що займав 6 кімнат загальною площею 135 м². Навчальний заклад мав пришкільну ділянку загальною площею 0,5 га, на якій студенти проводили практику, пов'язану з практичним навчальним матеріалом з ботаніки і сільського господарства. Протягом 1949 р. організовані хімічний і музичний навчальні кабінети.
На рубежі 60 — 70 рр. минулого століття добудовано старий корпус педучилища.

## Адміністрація
Першими директорами навчального закладу були І. Яцикевич, якого змінив І. Яричевський. Повоєнні роки були вкрай складними і припали на час директорування Д. Ілліча (1945 — 1950). Він залишився у пам'яті викладачів та студентів як строгий і вимогливий керівник, добрий організатор і чуйна людина. У наступні роки свій внесок у розбудову педучилища зробили директори Б. Гуд, М. Кінасевич, І. Широкий, С. Губич, Р. Футала. Вагомий вклад у розбудову навчального закладу зробила директорка Г. Мацковська, заслужений працівник освіти України, яка розпочала роботу 1988 р. і працювала до вересня 2007 р. Завершено добудову нового корпусу, актової і спортивної зали, їдальні, відкрито нові відділення образотворчого мистецтва (1992), діловодства (1999) і фізичного виховання (2000).

## Сучасність
15 березня 1999 р. Кабінет Міністрів України Постановою № 382 присвоїв Самбірському педагогічному училищу ім'я краянина Івана Филипчака. У закладі розгорнулася велика пошукова робота, до якої були залучені творчі групи викладачів, студентів. Адже Іван Филипчак — письменник, історик, педагог, видавець, залишив помітний слід у культурі нашого краю. В училищі організовано кімнату-музей, проводяться наукові конференції «Іван Филипчак — педагог, письменник, історик, краєзнавець». 12 листопада 2001 р. на території навчального закладу урочисто відкрито та освячено пам'ятник І. Филипчаку.
У 90-х роках в училищі навчалося 49 українців з Румунії.
Рішенням Львівської обласної ради від 11 липня 2002 р. № 29 «Про реорганізацію Бродівського та Самбірського педагогічних училищ у педагогічні коледжі», Самбірське педагогічне училище імені Івана Филипчака реорганізовано у Самбірський державний педагогічний коледж імені Івана Филипчака.

## Діяльність та випускники
Самбірський державний педагогічний коледж імені Івана Филипчака успішно готує педагогічні кадри, має сформований кадровий потенціал, належну навчально-матеріальну базу, розроблене за сучасними вимогами навчально-методичне забезпечення.
За багаторічний період діяльності навчальний заклад випустив понад 10 тисяч висококваліфікованих учителів різного фаху. Сьогодні багато випускників коледжу відомі люди у сфері освіти і науки.
Серед них:
- Михайло Кочерган — доктор філологічних наук, професор Київського лінгвістичного університету;
- Миросла Дністрянський — доктор географічних наук, професор Львівського національного університету імені Івана Франка;
- Зиновій Бичко — доктор філологічних наук, професор Львівського державного університету внутрішніх справ, член Національної спілки журналістів України;
- Юрій Прадід — доктор філологічних наук, професор Таврійського національного університету імені В. Вернадського;
- Василь Пірко — доктор історичних наук, професор Донецького національного університету;
- Дмитро Крвавич — професор Львівської академії мистецтв, заслужений працівник культури;
- Михайло Худий — професор Львівського національного університету імені Івана Франка;
- Марія Федурко — доктор філологічних наук, професор Дрогобицького державного педагогічного університету імені Івана Франка;
- Петоро Мацьків — доктор філологічних наук, професор Дрогобицького державного педагогічного університету імені Івана Франка;
- І. Котлярчик — кандидат філософських наук, проректор Дрогобицького державного педагогічного університету імені Івана Франка;
- Михайло  Белей — кандидат психологічних наук, доцент кафедри психології Прикарпатського національного університету імені Василя Стефаника;
- Олександр Целуйко — кандидат історичних наук, доцент Львівського національного університету імені Івана Франка; М. Микитин — кандидат філологічних наук, доцент Одеського державного педагогічного університету;
- Мирослав Боришевський — кандидат педагогічних наук, доцент Національного педагогічного університету імені Михайла Драгоманова;
- Ігор Мрака — кандидат історичних наук, доцент кафедри історичного краєзнавства Львівського національного університету імені Івана Франка;
- Н. Стайоха, Т. Молочко — заслужені вчителі УРСР.
- Дмитро Демковський (1987—2015) — сержант Збройних сил України, учасник російсько-української війни.
- Наталія Поліщук — українська художниця.

## Спеціальності
- Відділення фізичного виховання (спеціальність…)
- Відділення дошкільної освіти (спеціальність…)
- Спеціальність 5.02020501 «Образотворче мистецтво» акредитована за першим рівнем.
- Спеціальністю 5.01010201 «Початкова освіта»